# Juta (Ungarn)
Juta ist eine ungarische Gemeinde im Kreis Kaposvár im Komitat Somogy.

## Geografische Lage
Juta liegt sieben Kilometer nordwestlich des Komitatssitzes und der Kreisstadt Kaposvár an dem Fluss Jutai-árok. Nachbargemeinden im Umkreis von drei Kilometern sind Várda und Hetes.

## Geschichte
Im Jahr 1913 gab es in der damaligen Kleingemeinde 136 Häuser und 981 Einwohner auf einer Fläche von 3334  Katastraljochen. Sie gehörte zu dieser Zeit zum Bezirk Kaposvár im Komitat Somogy.

## Sehenswürdigkeiten
- Römisch-katholische Kirche Páduai Szent Antal, erbaut 1782
  - In der Kirche befinden sich fünf farbige Bleiglasfenster, die 1961 von Attila Mohay gestaltet wurden.
- Pietà, vor der Kirche
- Weltkriegsdenkmal

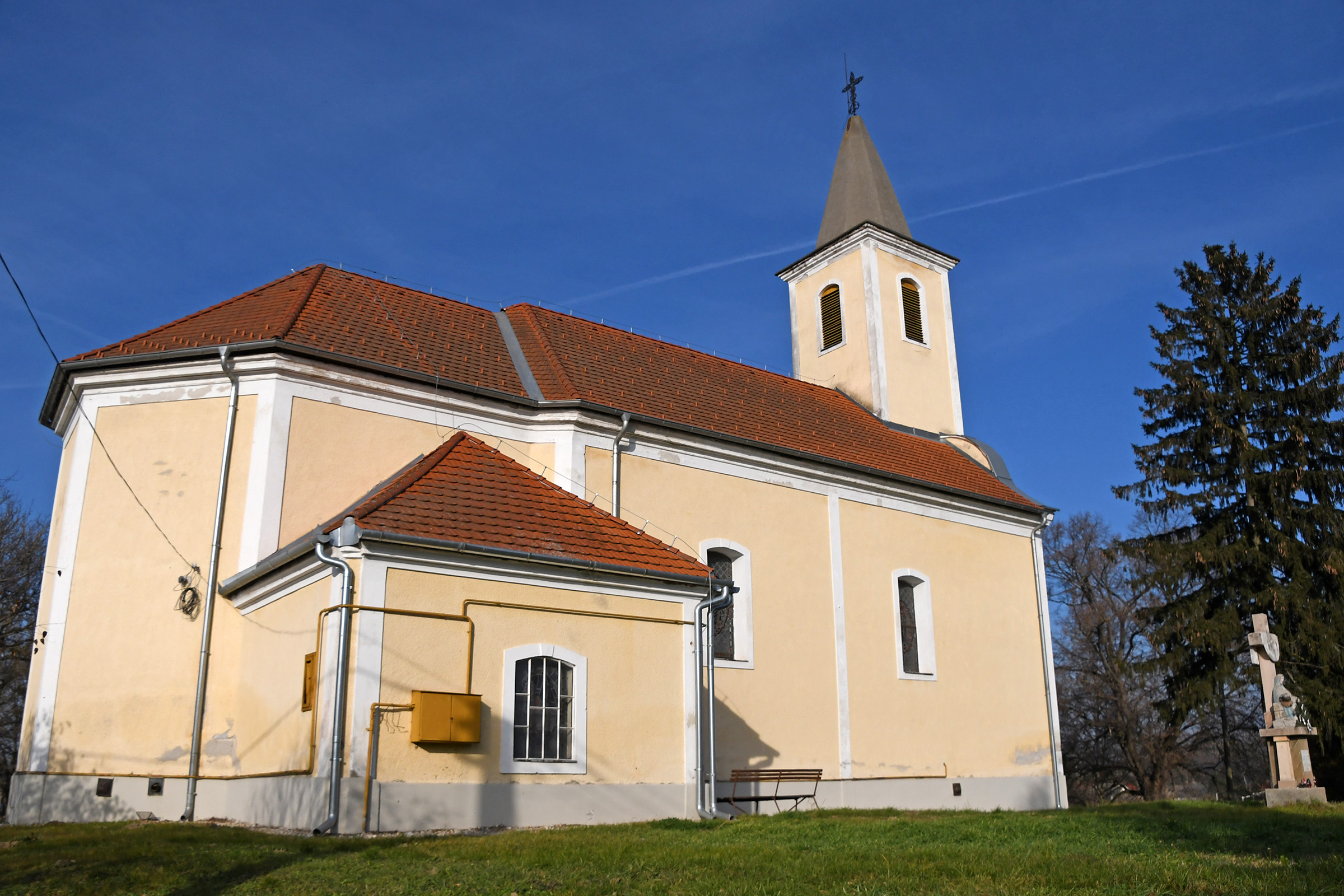
Römisch-katholische Kirche Páduai Szent Antal
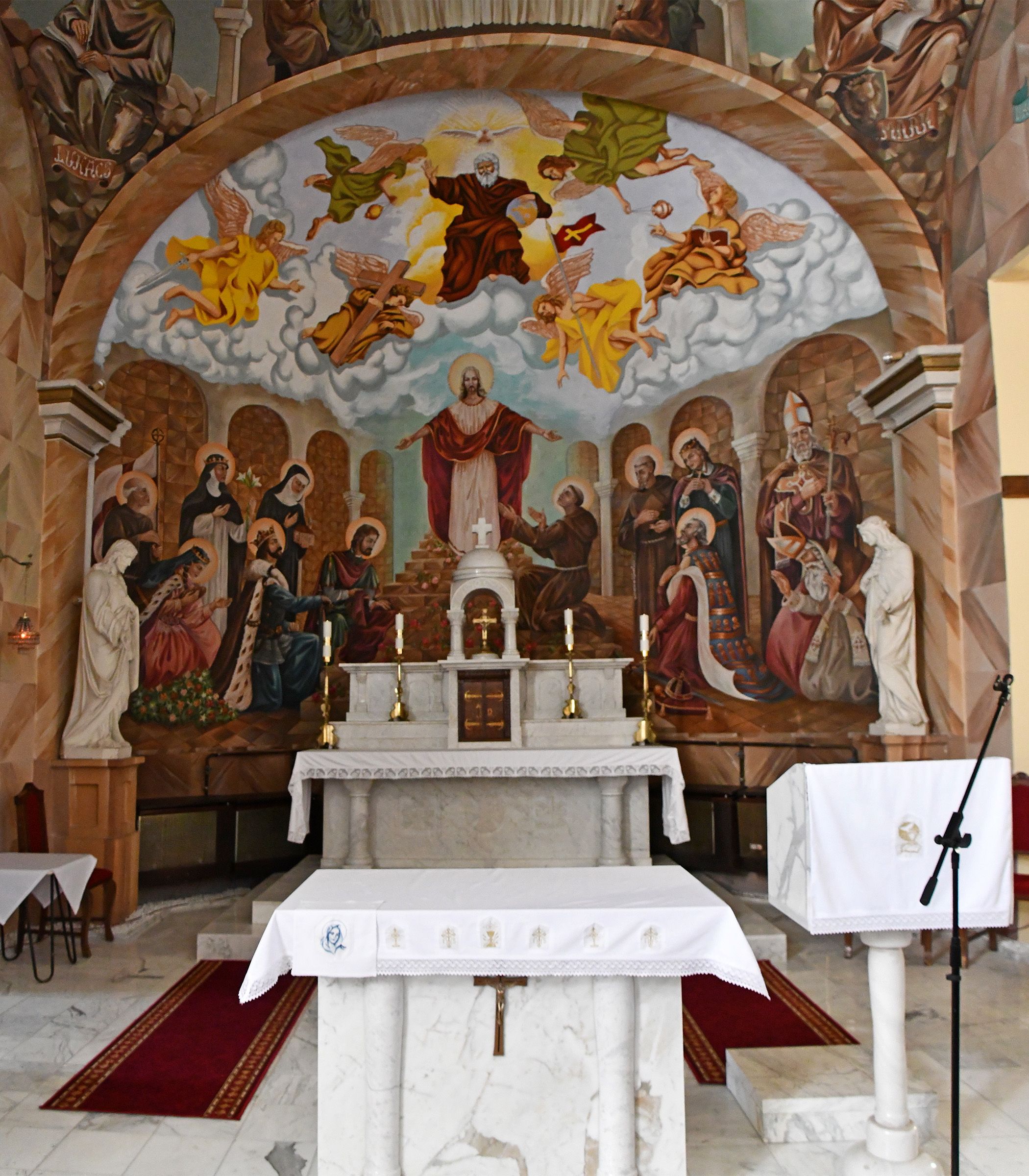
Innenraum der Kirche
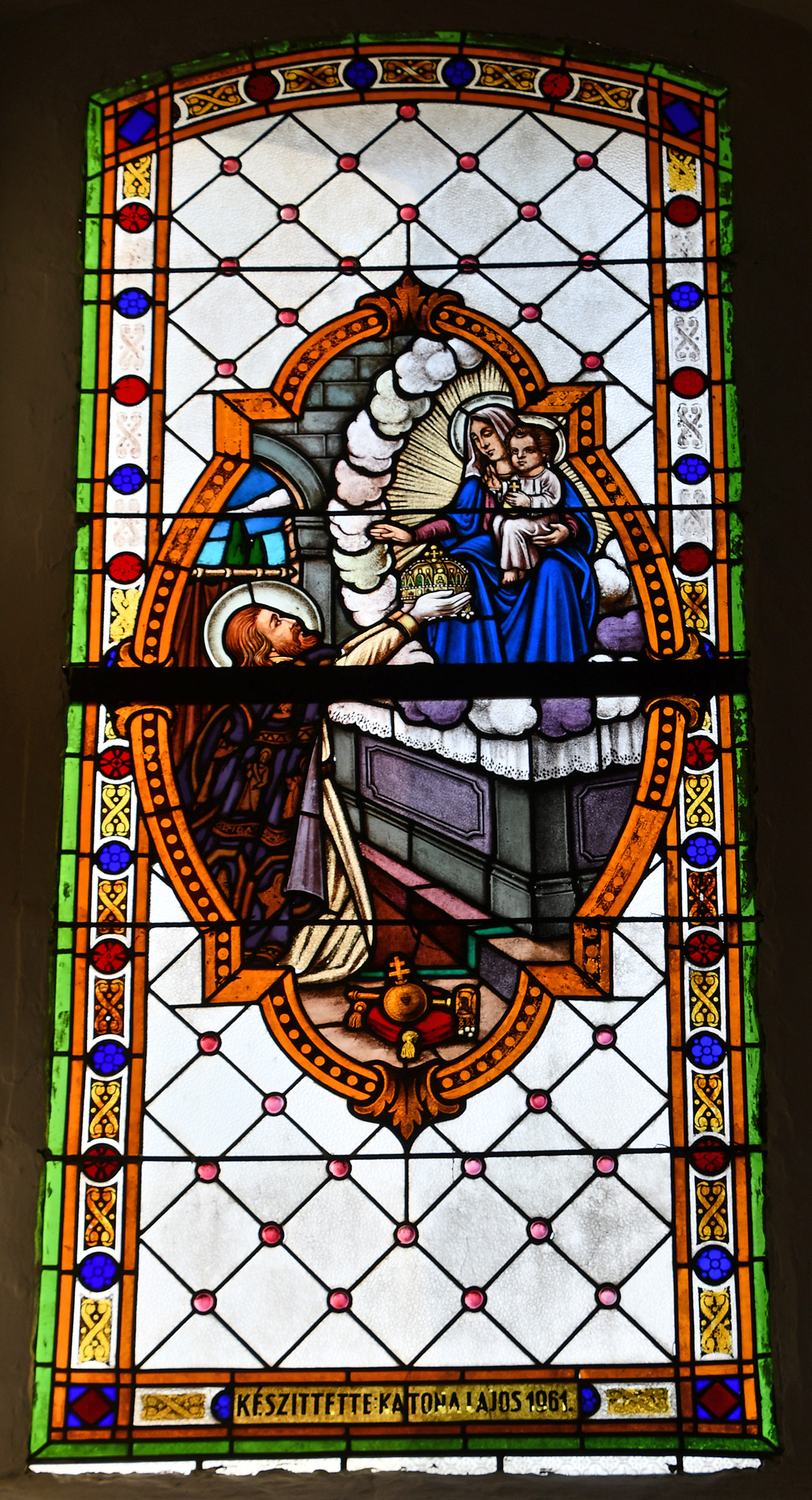
Fenster in der Kirche von Attila Mohay
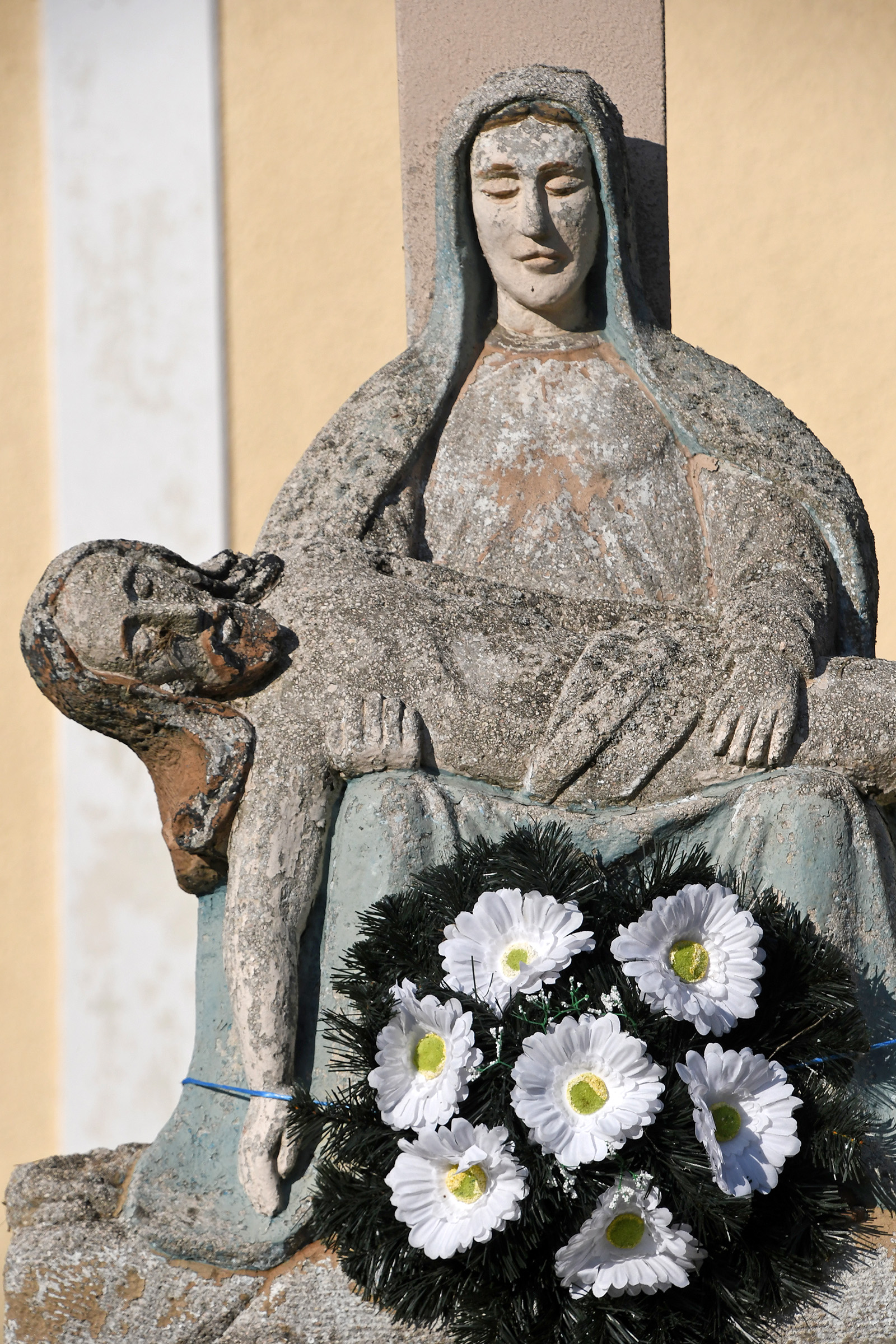
Pietà
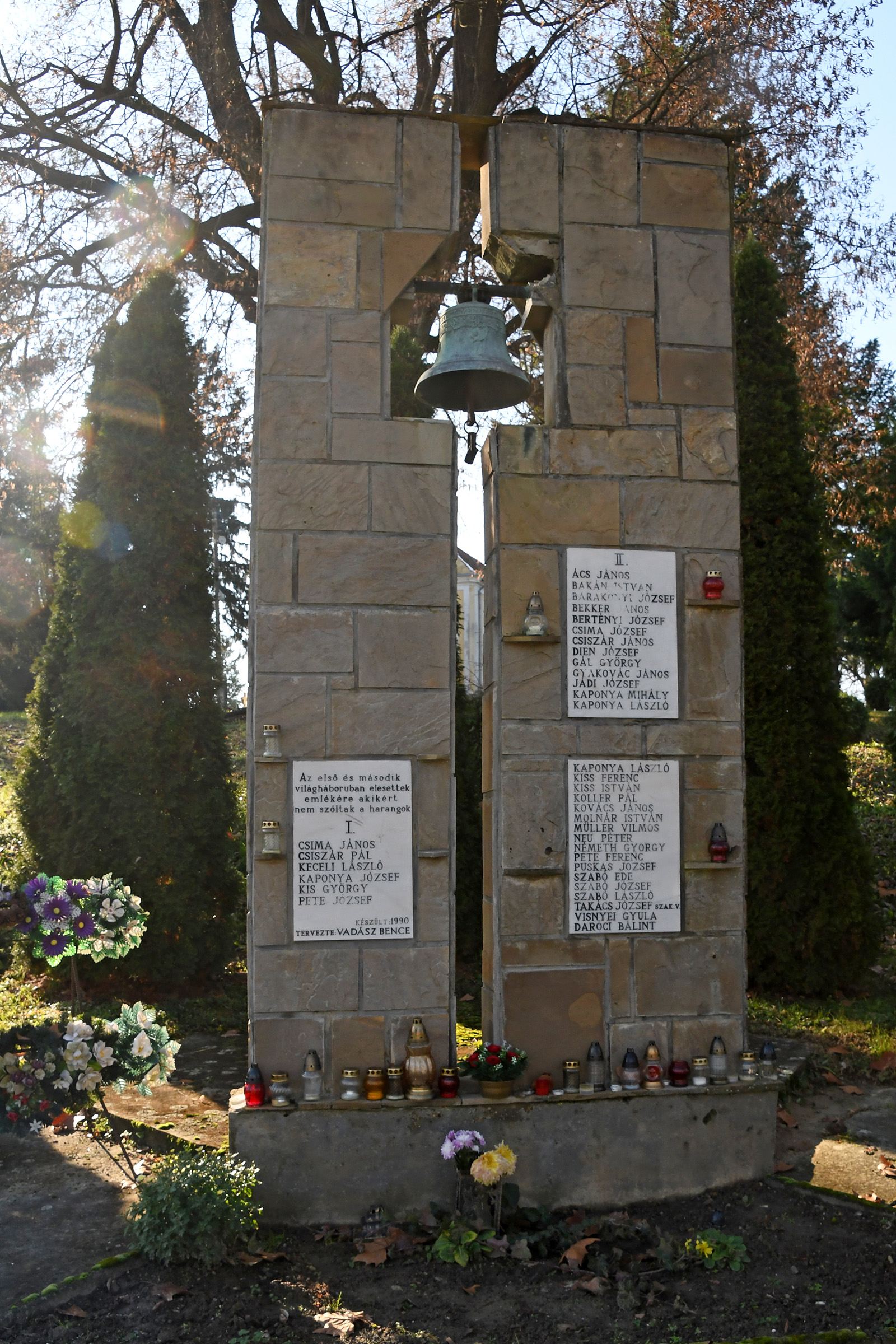
Weltkriegsdenkmal

## Verkehr
In Juta treffen die Landstraßen Nr. 6701, Nr. 6703 und Nr. 6709 aufeinander. Es bestehen Busverbindungen nach Kaposvár, über Várga und Somogyjád nach Alsóbogát sowie über Hetes, Mezőcsokonya und Somogysárd nach Ujvárfalva. Der nächstgelegene Bahnhof befindet sich östlich in Kaposfüred.